# 1967年欧洲冠军杯决赛
1967年欧洲冠军杯决赛（1967 European Cup Final），於1967年5月25日在葡萄牙里斯本奧埃拉什的国家体育场举行。比赛双方为意大利的国际米兰和苏格兰的凯尔特人。凯尔特人以2比1取胜，成为欧洲冠军杯创办11年来首支来自英国的冠军球队。由于本场比赛的优异表现，这支凯尔特人赢得了“里斯本雄狮”的美称。凯尔特人在那个赛季还拿下苏格兰足球联赛、苏格兰足总杯、苏格兰联赛杯和格拉斯哥杯的冠军，在那个赛季参加的所有赛事中全部夺冠。

## 决赛之路
本赛季的欧洲冠军杯，凯尔特人和国际米兰都从第一轮打起。凯尔特人前两轮非常轻松地以5比0和6比2的总比分先后击败FC苏黎世和南特。国际米兰也先后淘汰莫斯科鱼雷和沃绍什SC，总比分分别是1比0和4比1。到了1/4决赛，凯尔特人第一回合客场0比1输给南斯拉夫球队伏伊伏丁那，回到主场以2比0取胜，进入半决赛。国际米兰则3比0将上届冠军皇家马德里淘汰出局。半决赛，凯尔特人轻松获胜，淘汰了布拉格杜克拉。而国际米兰在主客场均与索菲亚中央陆军打成1比1平。根据比赛规则，两队在一个星期后进行了一场附加赛，国际米兰1比0取胜，才得以进入决赛。
| 凯尔特人     | 凯尔特人 | 凯尔特人 | 凯尔特人 | 轮次    | 国际米兰       | 国际米兰 | 国际米兰 | 国际米兰 |
| ------------ | -------- | -------- | -------- | ------- | -------------- | -------- | -------- | -------- |
| 对手         | 总比分   | 单场结果 | 单场结果 |         | 对手           | 总比分   | 单场结果 | 单场结果 |
| FC苏黎世     | 5–0      | 主场 2–0 | 客场 3–0 | 第一轮  | 莫斯科鱼雷     | 1–0      | 主场 1–0 | 客场 0–0 |
| 南特         | 6–2      | 客场 3–1 | 主场 3–1 | 第二轮  | 沃绍什SC       | 4–1      | 主场 2–1 | 客场 2–0 |
| 伏伊伏丁那   | 2–1      | 客场 0–1 | 主场 2–0 | 1/4决赛 | 皇家马德里     | 3–0      | 主场 1–0 | 客场 2–0 |
| 布拉格杜克拉 | 3–1      | 主场 3–1 | 客场 0–0 | 半决赛  | 索菲亚中央陆军 | 2–2      | 主场 1–1 | 客场 1–1 |

## 比赛综述
此前这项赛事一直被“拉丁系”球队所主宰，历届冠军全部出自拉丁系，包括皇家马德里、本菲卡、AC米兰和国际米兰。本赛季是国际米兰最近四年来第三次闯进决赛，前两次都取得了冠军；而凯尔特人则是首次进入，向拉丁系球队发起挑战。另一方面，国际米兰代表着防守足球，而凯尔特人则推崇攻势足球。因此这场比赛也成了这两种迥然不同的球风之间的较量。有12000名苏格兰球迷涌向里斯本，去为自己的球队加油。由于机票数量有限，很多人不得不搭乘长途汽车，或者自己驾车从英国前往葡萄牙。
上半场比赛刚刚开始，国际米兰率先发起猛攻，卡佩利尼从边路突破，马佐拉的低射差点破门。第6分钟，克雷格对卡佩利尼犯规，让国际米兰获得点球机会。马佐拉罚进点球，为国际米兰取得1比0领先。这个进球对马佐拉有特别的意义，因为他父亲瓦伦蒂诺·马佐拉生前最后一场比赛就是在这块场地打的。比分领先的国际米兰改变战术，转入密集防守，全队9人退防。凯尔特人不断创造进攻机会，但却一直没有进球。奥尔德击中横梁；约翰斯通左路低射和头球攻门先后被表现神勇的国际米兰门将萨尔蒂化解。伦诺克斯在2007年的一次访谈中说，赛前他们认为对方防线上最弱的一环是萨尔蒂，没料到萨尔蒂在这场比赛中如此出色。
下半场，凯尔特人继续主导进攻。终于在第62分钟，默多克、克雷格和格默尔三人之间完成了一次巧妙的配合，由后者将比分扳平，为凯尔特人重燃希望。终场前几分钟，默多克大力射门，球碰查默斯改变方向入网。凯尔特人实现逆转，并成功将这个比分维持到比赛结束。
终场哨声一响，兴奋的苏格兰球迷就纷纷冲进场内庆祝，亲吻草皮，跳起苏格兰高地舞，还有人割下草皮带回作纪念。葡萄牙警方十分担心，所幸只是场面较为混乱，并未发生任何事故。但颁奖仪式却被迫不能在场内举行。凯尔特人队长比利·麦克尼尔在安保人员的保护下登上主席台领奖。而奖牌的颁发实际并未举行，当晚全队在举行庆祝晚宴时，麦克尼尔将所有人的奖牌带到现场。

## 比赛数据
| 1967年5月25日 |

| 凯尔特人                            | 2 – 1        | 国际米兰                 |
| ----------------------------------- | ------------ | ------------------------ |
| 汤米·格默尔 62' · 斯蒂维·查默斯 85' | （比赛报告） | 桑德罗·马佐拉 7'（点球） |

| 里斯本国家体育场 觀眾人數：45000 ：库尔特·辰舍尔 |

| 凯尔特人 | 国际米兰 |

| 首发：（4-2-4）                   |    |                       |
|                                   |    |                       |
| 守门员                            | 1  | 罗尼·辛普森           |
| 中后卫                            | 5  | 比利·麦克尼尔（队长） |
| 中后卫                            | 6  | 约翰·克拉克           |
| 右后卫                            | 2  | 吉姆·克雷格           |
| 左后卫                            | 3  | 汤米·格默尔           |
| 中场                              | 4  | 博比·默多克           |
| 中场                              | 10 | 伯蒂·奥尔德           |
| 右边锋                            | 7  | 吉米·约翰斯通         |
| 左边锋                            | 11 | 博比·伦诺克斯         |
| 前锋                              | 8  | 威利·华莱士           |
| 中锋                              | 9  | 斯蒂维·查默斯         |
| 主教练：                          |    |                       |
| 乔克·斯泰恩 助理裁判： 第四官员： |    |                       |

| 首发：（4-3-3） |    |                       |
|                 |    |                       |
| 守门员          | 1  | 朱利亚诺·萨尔蒂       |
| 自由人          | 6  | 阿尔曼多·皮基（队长） |
| 右后卫          | 2  | 塔尔奇肖·布尔尼克     |
| 后卫            | 5  | 阿里斯蒂德·瓜尔内里   |
| 左后卫          | 3  | 贾钦托·法切蒂         |
| 中场            | 4  | 詹弗兰科·贝丁         |
| 中场            | 10 | 毛罗·比奇克利         |
| 中场            | 11 | 马里奥·科尔索         |
| 右边锋          | 7  | 安杰洛·多门吉尼       |
| 中锋            | 8  | 桑德罗·马佐拉         |
| 左边锋          | 9  | 雷纳托·卡佩利尼       |
| 主教练：        |    |                       |
| 埃伦尼奥·埃雷拉 |    |                       |

## 参阅
- 1966/67赛季欧洲冠军杯
- 里斯本雄狮